# Brukskapellet

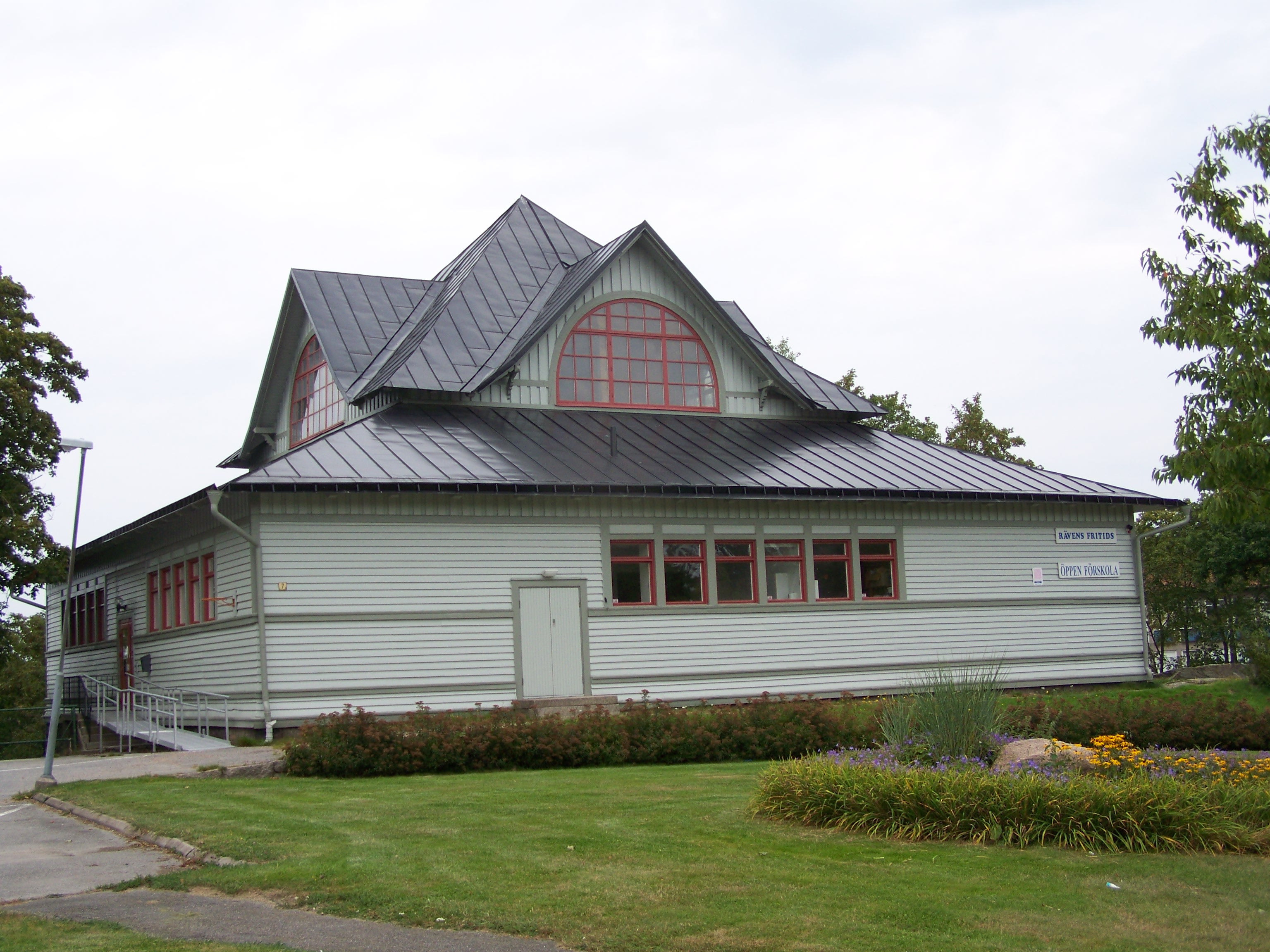
Brukskapellet, senare fritidsgård med gymnastiksal – därefter ungdomsgård, bibliotekN, förskola. Numera används byggnaden som fritidsgård.

Brukskapellet i Kallinge, även kallat "Kockums utställningshall", stod klar till Nordiska industri- och slöjdutställningen i Malmö år 1896 som en utställningshall för Kockums produkter. Som arkitekt för den nya byggnaden utsågs Theodor Wåhlin. Stommen till den bärande konstruktionen tillverkades i Kallinge och transporterades sedan till Malmö enligt en liknande princip som för monteringsfärdiga hus. Byggnaden flyttades sedan tillbaka till Kallinge efter utställningen och fick sin nuvarande placering vid Ronnebyån där Kockums Jernverks AB hade sin verksamhet. Även återuppbyggnaden och de samtidiga invändiga ombyggnader som gjordes leddes av Wåhlin.

## Brukskapell och kulturinstans
Efter återuppbyggnaden i Kallinge invigdes byggnaden som brukskapell år 1897 och en ny fristående klockstapel byggdes intill det nya kapellet. Klockorna till det nya kapellet skänktes av Louise Kockum. Återuppbyggnaden innebar en del förändringar av byggnadens interiör då den inreddes med en större samlingslokal och flera mindre rum med möjlighet att hålla föredrag eller bedriva mindre föreningsverksamhet. Byggnaden användes aktivt som kapell fram till 1938 då klockorna monterades ned för att ingå i Kallinge kyrka som då var under uppförande och stod klar 1939. Brukskapellet ställdes därefter om till bibliotek och föreningslokaler och användes för detta ändamål fram till brukets hundraårsjubileum 1949 då Kockums Jernverks AB bekostade en ombyggnad till fritidsgård och gymnastiksal. Samtidigt revs också klockstapeln och en mindre kopia byggdes upp i vid kyrkan i Möljeryd. Sedan 1975 fungerade byggnaden som ungdomsgård i kommunal regi och den övergick sedermera i kommunal ägo år 1985. Byggnaden har senare under 2000-talet använts av Ronneby kommun som förskola.

## Kulturhistoriskt värdefull byggnad
Byggnaden är att betrakta som kulturhistoriskt värdefull med anledning av dess utformning och roll i svensk industrihistoria. Byggnaden skyddas idag från rivning och förvanskning på kommunal nivå i gällande detaljplan. Länsstyrelsen i Blekinge län har även behandlat ett ärende om möjligheten att förklara kapellbyggnaden som byggnadsminne. länsstyrelsen beslutade 2020-10-08 att byggnaden är kulturhistoriskt värdefull, men att den samtidigt inte uppfyller alla de krav som krävs enligt kulturmiljölagen för att byggnaden ska kunna bli ett byggnadsminne. Länsstyrelsen konstaterade i samma beslut att byggnaden redan har ett lämpligt skydd i gällande detaljplan.